# Майбородівська сільська рада
Ма́йбородівська сільська́ ра́да — колишній орган місцевого самоврядування в Кременчуцькому районі Полтавської області з центром у селі Майбородівка.

## Населені пункти
1. с. Майбородівка
2. с. Мирне
3. с. Писарщина

## Влада
Загальний склад ради — 16
Сільські голови
- Голуб Тамара Олександрівна

31.10.2010 — зараз
23.10.2006 — 31.10.2010